# Мікко Легтонен (1987)
Мікко Легтонен (фін. Mikko Lehtonen; 27 серпня 1987, м. Еспоо, Фінляндія) — фінський хокеїст, правий нападник. Виступає за «Юргорден» (Шведська хокейна ліга).
Вихованець хокейної школи ЕЙК. Виступав за «Еспоо Блюз», «Провіденс Брюїнс» (АХЛ), «Бостон Брюїнс», «Сєвєрсталь» (Череповець), ЦСК Лайонс, СК «Берн», «Луґано», «Шеллефтео», «Еребру».
В чемпіонатах НХЛ — 2 матчі (0+0). В чемпіонатах Фінляндії провів 107 матчів (18+21), у плей-оф — 26 матчів (2+9). В чемпіонатах Швеції — 149 матчів (46+52), у плей-оф — 24 матчі (5+6).
У складі національної збірної Фінляндії учасник EHT 2008 і 2011. У складі молодіжної збірної Фінляндії учасник чемпіонатів світу 2006 і 2007. У складі юніорської збірної Фінляндії учасник чемпіонату світу 2005.
Досягнення
- Срібний призер чемпіонату Фінляндії (2008)
- Срібний призер чемпіонату Швеції (2011)
- Бронзовий призер молодіжного чемпіонату світу (2006).